# Lijst van afleveringen van Baantjer (seizoen 12)
Het 11e seizoen van de misdaadserie Baantjer werd vanaf 18 augustus 2006 tot en met 1 december 2006 uitgezonden op RTL 4.
Dit laatste seizoen bevatte acht afleveringen die elk deel uitmaken van tweedelig verhaal. Ze duurden allemaal 45 minuten. De hoofdrollen werden gespeeld door Piet Römer, Victor Reinier, Kirsten van Dissel, Martin Schwab, Hans Karsenbarg en Serge-Henri Valcke. Bijrollen werden gespeeld door onder anderen Nienke Sikkema, Piet Kamerman en Marian Mudder. Vera Prins, de voorgangster van Iris de Graaff, keert in dit seizoen in de laatste afleveringen terug. Zij werd vertolkt door Marian Mudder.

## Rolverdeling

### Hoofdrollen
- Leidinggevend rechercheur Jurre De Cock (Piet Römer †) - 8 afleveringen
- Adjunct-leidinggevend rechercheur Dick Vledder (Victor Reinier) - 8 afleveringen
- Rechercheur Ab Keizer (Martin Schwab) - 8 afleveringen
- Rechercheur Iris de Graaff (Kirsten van Dissel) - 8 afleveringen
- Commissaris Corneel Buitendam (Serge-Henri Valcke) - 8 afleveringen
- Deskbrigadier Els Peeters (Wimie Wilhelm †) - 8 afleveringen
- Lijkschouwer dr. Den Koninghe (Hans Karsenbarg) - 8 afleveringen
- Mevr. De Cock (Nienke Sikkema) - 8 afleveringen

### Belangrijke gastrollen
- Voormalig rechercheur Vera Prins (Marian Mudder) - 2 afleveringen
- Harry Stern (Tijn Docter) - 2 afleveringen
- Anton Jakobs (Marcel Hensema) - 1 aflevering.

## Afleveringen
| Nr. | Titel                                          | Schrijver               | Regisseur           | Lijk gespeeld door         | Uitzenddatum     | Kijkcijfers |
| --- | ---------------------------------------------- | ----------------------- | ------------------- | -------------------------- | ---------------- | ----------- |
| 116 | De Cock en de afrekening (deel 1)              | Jan Harm Dekker         | Anne van der Linden | Catherine ten Bruggencate  | 18 augustus 2006 | 1.723.000   |
| De tatoeage op de hand van een vermoorde vrouw komt overeen met die van een onbekende overvaller met wie rechercheur De Graaff een, voor haar nare, geschiedenis deelt. |                                                |                         |                     |                            |                  |             |
| 117 | De Cock en de afrekening (deel 2)              | Jan Harm Dekker         | Anne van der Linden | Marcel Musters Carla Hardy | 18 augustus 2006 | 1.723.000   |
| Tijdens haar schorsing wordt De Graaff gevangengenomen door een van de overvallers. De Cock, Keizer en Vledder moeten haar tijdig redden. |                                                |                         |                     |                            |                  |             |
| 118 | De Cock en de moord op herhaling (deel 1)      | Gerrit Mollema          | Martin Schwab       | Gusta Geleijnse            | 27 oktober 2006  | 1.837.000   |
| Als De Cocks zus overlijdt, staat dat niet incident niet op zichzelf. Er zijn meer aanslagen gepleegd op zijn team. De Cock gaat oude zaken na in de hoop de dader op het spoor te komen.                                                                                         |                                                |                         |                     |                            |                  |             |
| 119 | De Cock en de moord op herhaling (deel 2)      | Gerrit Mollema          | Martin Schwab       | N.v.t                      | 27 oktober 2006  | 1.837.000   |
| Oude bekenden keren terug in de zaak van de gezochte moordenaar. |                                                |                         |                     |                            |                  |             |
| 120 | De Cock en de dood van een doorbijter (deel 1) | Lex Wertwijn Piet Römer | Ger Poppelaars      | Folmer Overdiep            | 3 november 2006  | 2.030.000   |
| Jan van de Ploeg, een boer, wordt vermoord aangetroffen op de plek waar ook zijn vader dood aangetroffen was. De Cock komt erachter dat Van de Ploeg een onderzoek deed naar de dood van zijn vader.                                                                              |                                                |                         |                     |                            |                  |             |
| 121 | De Cock en de dood van een doorbijter (deel 2) | Lex Wertwijn Piet Römer | Ger Poppelaars      | Lukas Dijkema              | 10 november 2006 | 1.841.000   |
| In de zoektocht naar de moordenaar stuiten De Cock en Vledder op een veebedrijf vol criminele medewerkers. De vriendin van Vledder is niet wie ze lijkt te zijn. |                                                |                         |                     |                            |                  |             |
| 122 | De Cock en de onzichtbare moordenaar (deel 1)  | Peter Römer             | Lidwien Roothaan    | Wim van Rooij              | 24 november 2006 | 1.934.000   |
| Wim de Jongh, lid van de oude penoze, vertelt als De Cock op vakantie is, dat hij een grote klapper gaat maken. Tijdens in het verblijf in het hotel pleegt hij zelfmoord. De Cock twijfelt aan de "zelfmoord" als ook de man waar De Jongh zaken mee deed, ook zelfmoord pleegt. |                                                |                         |                     |                            |                  |             |
| 123 | De Cock en de onzichtbare moordenaar (deel 2)  | Peter Römer             | Lidwien Roothaan    | N.v.t.                     | 1 december 2006  | 1.975.000   |
| Wanneer op Prins een moordaanslag wordt gepleegd, wil De Cock de zaak kost wat kost oplossen. |                                                |                         |                     |                            |                  |             |